# 刘世增
刘世增（1921年11月—2016年7月26日），原名松年，天津人，中华人民共和国政治人物，中国民主建国会会员。

## 生平
早年在天津市杨柳青镇公立小学、中学就读。1937年至1943年，在天津孚中鞋店、复兴珏棉纱庄工作。1943年至1955年，先后任天津市天增棉纱庄、天增棉织厂、华龙增记织染厂经理。1955年至1959年，历任天津公私合营华龙棉织厂经理，天津市纺织局第三棉织公司副经理，天津市和平区副区长。1959年后，历任天津市工商联副秘书长、秘书长、副主委、主委。1952年加入中国民主建国会，曾任全国工商联第六届常委。2016年7月26日在天津逝世，享年95岁。